# Дечји дезинтегративни поремећај
Дечји дезинтегративни поремећај је развојни поремећај карактеристичан по видним регресијама. Дете са овим поремећајем губи неке претходно стечене комуникативне вештине, социјалне односе и адаптивна понашања и испољава аутистично понашање.